# Új-Zéland az 1984. évi téli olimpiai játékokon
Új-Zéland a jugoszláviai Szarajevóban megrendezett 1984. évi téli olimpiai játékok egyik részt vevő nemzete volt. Az országot az olimpián 1 sportágban 6 sportoló képviselte, akik érmet nem szereztek.

## Alpesisí
Férfi
| Versenyző            | Versenyszám      | 1. futam | 1. futam | 2. futam | 2. futam | Összesítés | Összesítés |
| Versenyző            | Versenyszám      | Idő      | Hely.    | Idő      | Hely.    | Idő        | Helyezés   |
| -------------------- | ---------------- | -------- | -------- | -------- | -------- | ---------- | ---------- |
| Bruce Grant          | Lesiklás         |          |          |          |          | 1:49,94    | 31.        |
| Markus Hubrich       | Lesiklás         |          |          |          |          | 1:50,77    | 35.        |
| Markus Hubrich       | Műlesiklás       | 56,75    | 25.      | 52,78    | 14.      | 1:49,53    | 14.        |
| Markus Hubrich       | Óriás-műlesiklás | 1:25,81  | 30.      | 1:26,98  | 30.      | 2:52,79    | 29.        |
| Matthias Hubrich     | Műlesiklás       | 58,63    | 29.      | 55,73    | 20.      | 1:54,36    | 17.        |
| Simon Lyle Wi Rutene | Óriás-műlesiklás | 1:30,13  | 41.      | 1:28,97  | 35.      | 2:59,10    | 36.        |

Női
| Versenyző       | Versenyszám      | 1. futam | 1. futam | 2. futam      | 2. futam      | Összesítés | Összesítés |
| Versenyző       | Versenyszám      | Idő      | Hely.    | Idő           | Hely.         | Idő        | Helyezés   |
| --------------- | ---------------- | -------- | -------- | ------------- | ------------- | ---------- | ---------- |
| Christine Grant | Lesiklás         |          |          |               |               | 1:17,52    | 26.        |
| Kate Rattray    | Lesiklás         |          |          |               |               | 1:20,18    | 29.        |
| Kate Rattray    | Óriás-műlesiklás | 1:14,67  | 42.      | nem ért célba | nem ért célba | kiesett    | kiesett    |